# Filip Kaloč
Filip Kaloč (Ostrava, 27 febbraio 2000) è un calciatore ceco, centrocampista del Ludogorec.

## Carriera

### Club
Cresciuto nel settore giovanile del Baník Ostrava, inizia la propria carriera professionistica fra le file del Vítkovice, dove viene ceduto in prestito per la stagione 2018-2019; fa il suo esordio il 9 marzo 2019 in occasione del match pareggiato 0-0 contro l'Hradec Králové.
Nel gennaio del 2024 si trasferisce nella seconda divisione tedesca al Kaiserslautern, club con il quale in una stagione e mezzo di permanenza in squadra mette a segno in totale 5 reti in 46 partite di campionato giocate; nell'estate del 2025 si trasferisce al Ludogorec, club campione in carica della Bulgaria.

### Nazionale
Ha giocato nelle nazionali giovanili ceche Under-19 ed Under-21.

## Statistiche
Statistiche aggiornate al 9 luglio 2025.

### Presenze e reti nei club
| Stagione              | Squadra               | Campionato            | Campionato | Campionato | Coppe nazionali | Coppe nazionali | Coppe nazionali | Coppe continentali | Coppe continentali | Coppe continentali | Altre coppe | Altre coppe | Altre coppe | Totale | Totale | Totale |
| Stagione              | Squadra               | Comp                  | Pres       | Reti       | Comp            | Pres            | Reti            | Comp               | Pres               | Reti               | Comp        | Pres        | Reti        | Pres   | Reti   |        |
| --------------------- | --------------------- | --------------------- | ---------- | ---------- | --------------- | --------------- | --------------- | ------------------ | ------------------ | ------------------ | ----------- | ----------- | ----------- | ------ | ------ | ------ |
| 2018-2019             | Vítkovice             | FNL                   | 12         | 0          | CRC             | 0               | 0               |                    | -                  | -                  |             | -           | -           | 12     | 0      |        |
| 2019-2020             | Baník Ostrava         | 1L                    | 11         | 0          | CRC             | 2               | 0               |                    | -                  | -                  |             | -           | -           | 13     | 0      |        |
| 2020-2021             | Baník Ostrava         | 1L                    | 14         | 0          | CRC             | 0               | 0               |                    | -                  | -                  |             | -           | -           | 14     | 0      |        |
| 2021-2022             | Baník Ostrava         | 1L                    | 29         | 1          | CRC             | 1               | 0               |                    | -                  | -                  |             | -           | -           | 30     | 1      |        |
| 2022-2023             | Baník Ostrava         | 1L                    | 33         | 1          | CRC             | 1               | 0               |                    | -                  | -                  |             | -           | -           | 30     | 1      |        |
| 2023-gen. 2024        | Baník Ostrava         | 1L                    | 9          | 0          | CRC             | 3               | 0               |                    | -                  | -                  |             | -           | -           | 9      | 0      |        |
| Totale Baník Ostrava  | Totale Baník Ostrava  | Totale Baník Ostrava  | 96         | 2          |                 | 7               | 0               |                    | -                  | -                  |             | -           | -           | 106    | 2      |        |
| gen.-giu. 2024        | Kaiserslautern        | 2L                    | 16         | 2          | CG              | 3               | 1               |                    | -                  | -                  |             | -           | -           | 16     | 2      |        |
| 2024-2025             | Kaiserslautern        | 2L                    | 30         | 3          | CG              | 0               | 0               |                    | -                  | -                  |             | -           | -           | 30     | 3      |        |
| Totale Kaiserslautern | Totale Kaiserslautern | Totale Kaiserslautern | 46         | 6          |                 | 3               | 1               |                    | -                  | -                  |             | -           | -           | 46     | 5      |        |
| Totale carriera       | Totale carriera       | Totale carriera       | 142        | 8          |                 | 10              | 1               |                    | -                  | -                  |             | -           | -           | 152    | 7      |        |